# 阿林 (伊利諾伊州)
阿林（英語：Ullin）是位於美國伊利諾伊州普瓦斯基縣的一個村落。

## 地理
阿林的座標為37°16′40″N 89°10′54″W / 37.27778°N 89.18167°W，而該地最高點為海拔高度99米（即325英尺）。

## 人口
根據2010年美國人口普查的數據，阿林的面積為7.42平方千米，當中陸地面積為7.28平方千米，而水域面積為0.14平方千米。當地共有人口463人，而人口密度為每平方千米62人。